# Pseudacris feriarum
Pseudacris feriarum és una espècie de granota que es troba al sud i a l'est dels Estats Units (des de Nova Jersey i Florida fins a Texas i Oklahoma).